# Renata von Lothringen

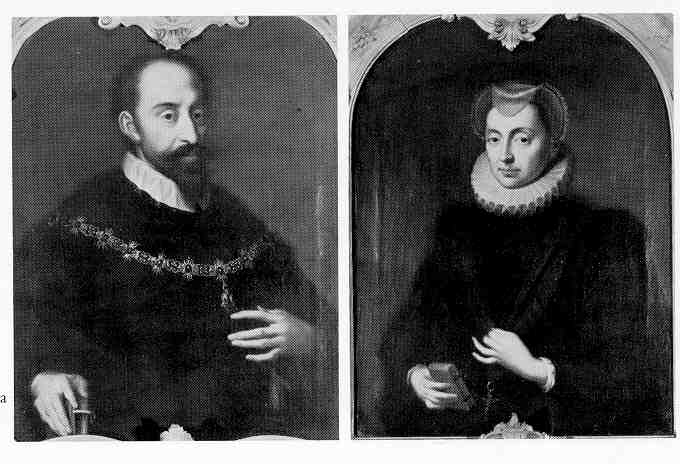
Herzog Wilhelm V. (1548–1626) und seine Frau Renata von Lothringen (1544–1602)

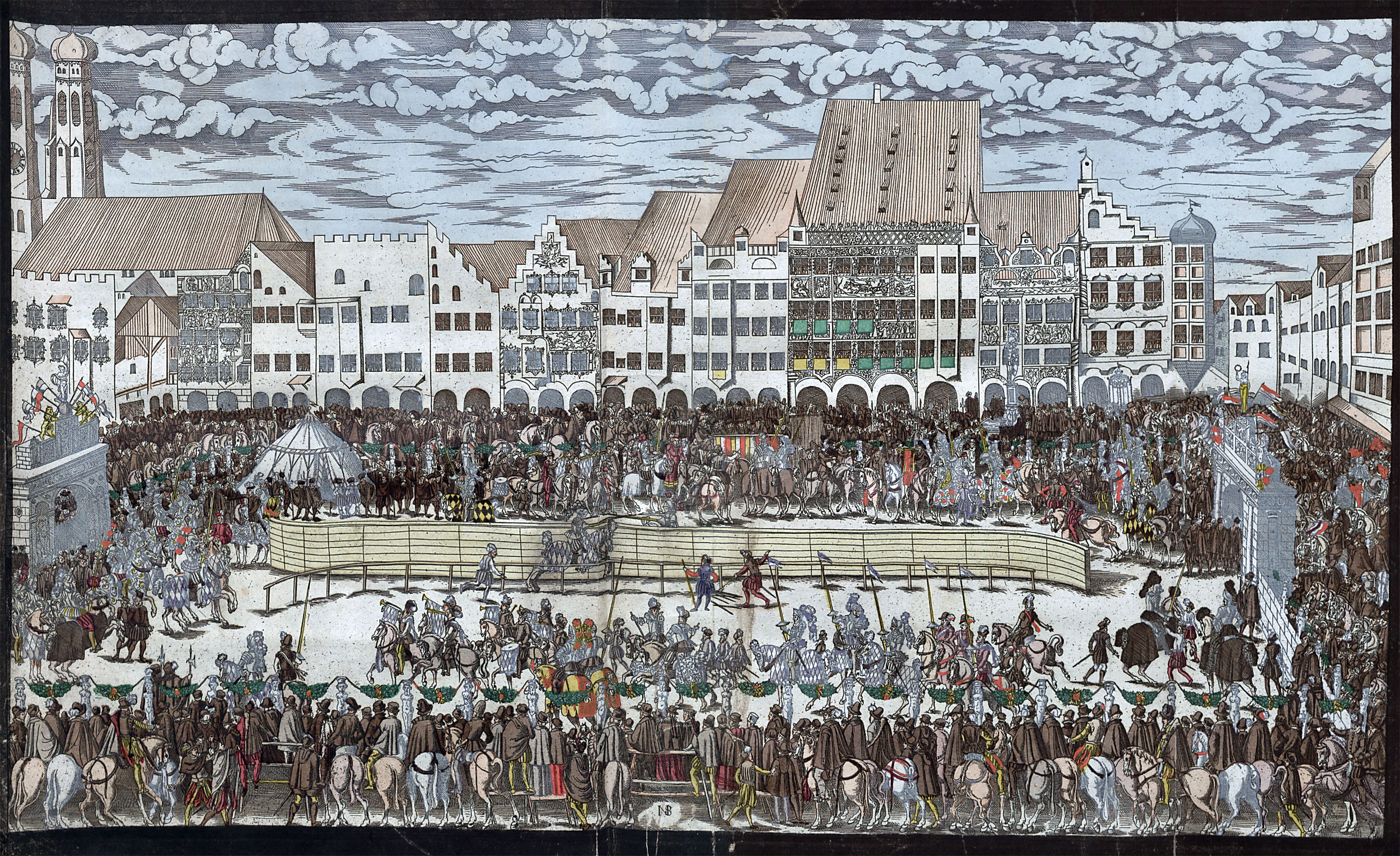
Nicolaus Solis, München 1568, Hochzeit des bay. Kurfürsten mit Renata von Lothringen

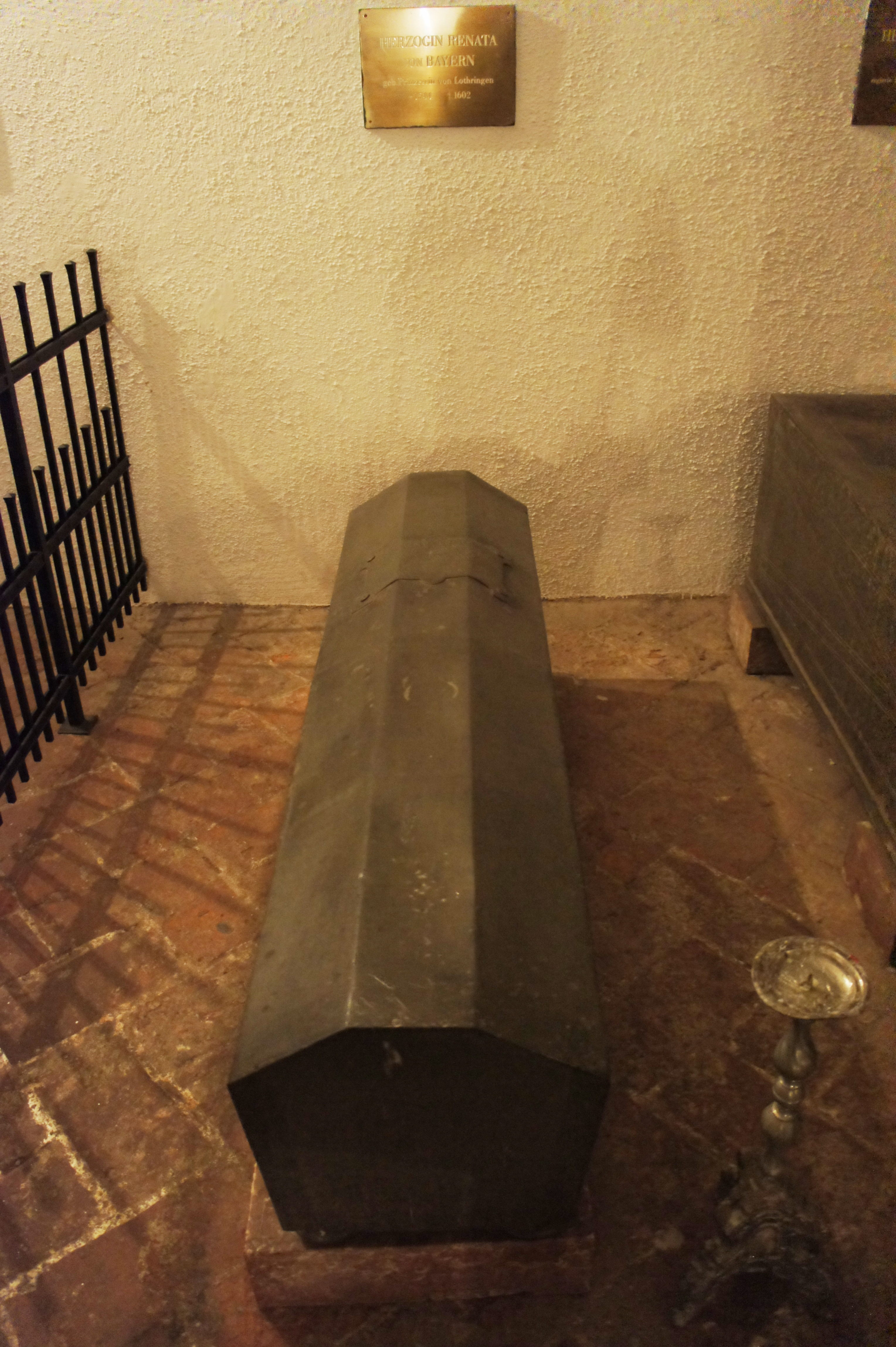
Sarkophag von Renate von Lothringen in der Wittelsbachergruft von St. Michael in München

Renata von Lothringen (* 20. April 1544 in Nancy; † 22. Mai 1602 in München) war eine Tochter des Herzogs Franz I. von Lothringen und dessen Gemahlin Christina von Dänemark. Durch ihre Ehe war sie vom 24. Oktober 1579 bis zum 15. Oktober 1597 Herzogin von Bayern. 

## Leben
Am 22. Februar 1568 heiratete sie den Erbprinzen Wilhelm von Bayern. Die Hochzeit wurde mit einem für dieses Jahrhundert ungewöhnlich großen Aufwand gefeiert. Das Fest dauerte 18 Tage, es nahmen zirka 5000 Reiter daran teil, und die Festmusik zum Anlass wurde eigens von Orlando di Lasso komponiert.
Sonst allerdings führte Renata – zusammen mit ihrem Mann, als dieser Herzog geworden war – ein Leben in Mildtätigkeit, Bescheidenheit und Nächstenliebe. Sie verließen die Münchener Residenz und lebten im Kollegienbau der Jesuiten im Westen Münchens. Renata kümmerte sich um Kranke, Arme und Pilger. In dieser Aufgabe ging sie nach der Abdankung ihres Gatten vollständig auf. Ihre letzten Jahre verlebte Renata in dem 1555 von ihrem Schwiegervater im Münchner Hackenviertel gegründeten Herzogsspital.
Renatas Grab befindet sich in der Kirche St. Michael (München), deren Weihe der letzte Höhepunkt ihres Lebens war. Renata wurde vom Volk wie eine Heilige verehrt, aber nie kanonisiert.

## Nachkommen
Sechs ihrer zehn Kinder erreichten das Erwachsenenalter:
- Maximilian I. (1573–1651)
- Maria Anna (1574–1616); ⚭ 1600 Erzherzog Ferdinand II. von Österreich, später Kaiser
- Philipp Wilhelm (1576–1598), Kardinaldiakon und Fürstbischof von Regensburg
- Ferdinand (1577–1650), Kurfürst von Köln, Fürstbischof von Lüttich, Münster, Hildesheim und Paderborn
- Albrecht VI. der Leuchtenberger (1584–1666); ⚭ 1612 Prinzessin Mechthild von Leuchtenberg (1588–1634)
- Magdalene (1587–1628); ⚭ 1613 den Erbprinzen Wolfgang Wilhelm von Pfalz-Neuburg und Jülich-Kleve-Berg.